# Kayah
Kayah, pseudonimo di Katarzyna Szczot (Białystok, 5 novembre 1967), è una modella e cantante polacca.

## Biografia
La carriera artistica di Kayah cominciò col partecipare ai cori con molti artisti, il suo primo singolo da solista è stata la canzone Córeczko nel 1988 al Festival internazionale della canzone di Sopot, ma il suo primo album Kamień apparve nel 1995 interamente creato da lei il quale ebbe un grandissimo successo. L'album era di un pop melanconico.
Nel 1997 uscì il suo secondo album Zebra nel quale cambiò stile di musica, passando dal pop a un soul americano. Nel 1999 compose un album insieme al compositore jugoslavo Goran Bregović.
Nel 2001, Kayah incise un album insieme alla cantante creola delle isole di Capo Verde Cesária Évora, e con Udo Lindenberg un singolo.

## Discografia
- 1988 – Kayah
- 1995 – Kamień
- 1997 – Zebra
- 1999 – Kayah i Bregović
- 2000 – JakaJaKayah
- 2003 – StereoTyp
- 2005 – The Best & the Rest
- 2007 – MTV Unplugged
- 2009 – Skała
- 2010 – Kayah & Royal Quartet
- 2010 – Panienki z temperamentem